# دونكان بيل
دونكان بيل (بالإنجليزية: Duncan Bell)‏ هو لاعب اتحاد الرغبي بريطاني، ولد في 1 أكتوبر 1974 في King's Lynn ‏ في المملكة المتحدة.